# Perebory

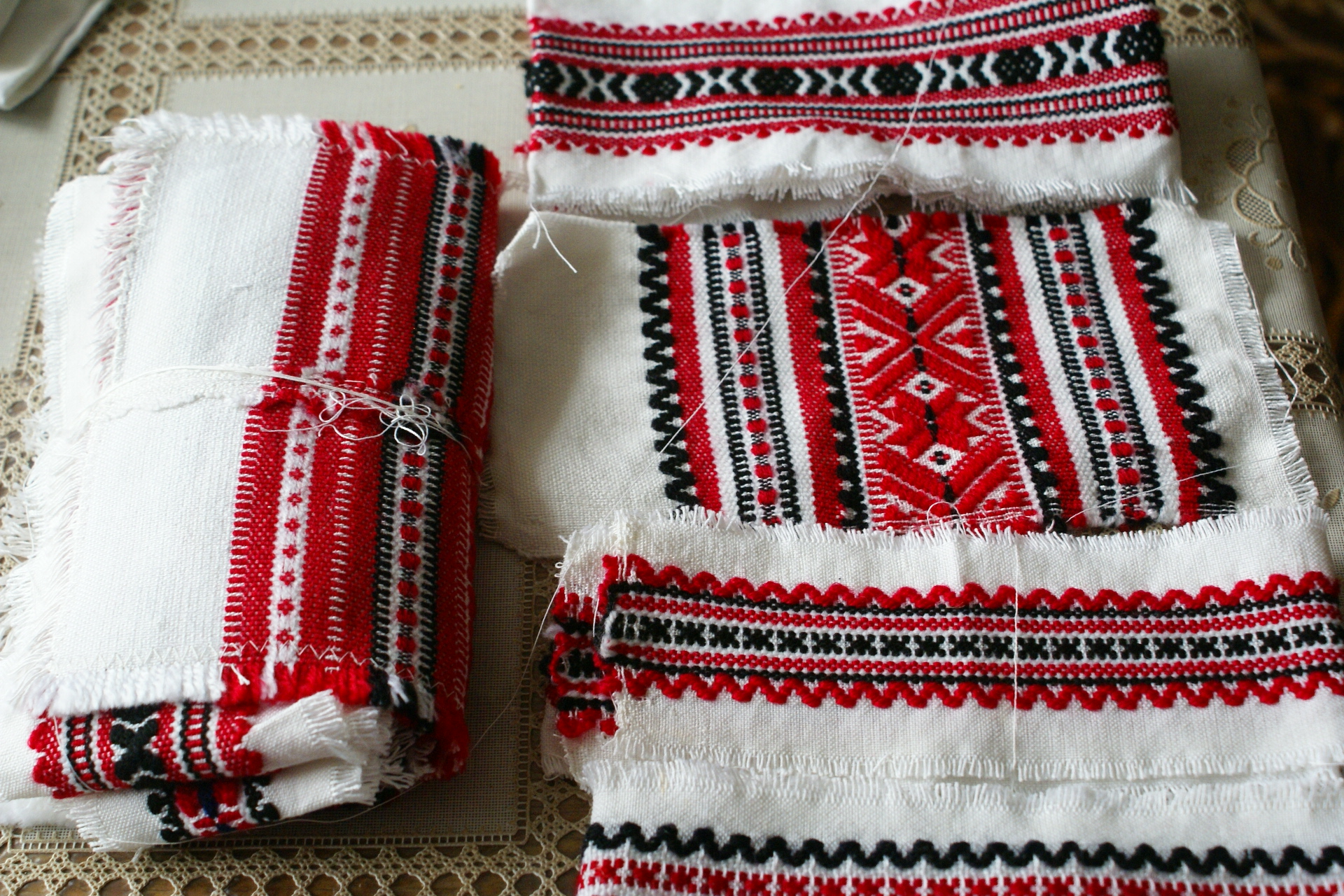
Perebora wykonana przez p.Antoninę Waszczeniuk ze wsi Dołhobrody.

Perebory (wybory, peretyki, pasamony) – ornament tkacki wykonany techniką wybierania, tworzący wzorzyste pasy, w którym partie deseniowe tkane są jednocześnie z gładkim płótnem, co nadaje im wypukły charakter. Technika ta nie jest wykorzystywana na całości lnianej tkaniny, a jedynie w pojawiającym się pasowo ornamencie. Perebory zdobiły obrusy, koszule, spódnice, ręczniki – były tkane razem z płótnem na określoną rzecz. Sposób tkania sprawiał, iż technika ta do złudzenia przypominała haft wykonany przy pomocy igły i nitki.
Choć perebory polskie wykazują duże podobieństwo z do perebor białoruskich czy ukraińskich, występuje kilka cech które stanowią o ich odrębnym charakterze:
- układy pasowe ornamentów
- wyraźnie symetryczny charakter
- rzadkie występowanie elementów grzebykowatych i schodkowych
- brak zakończeń haczykowatych tworzących meandry

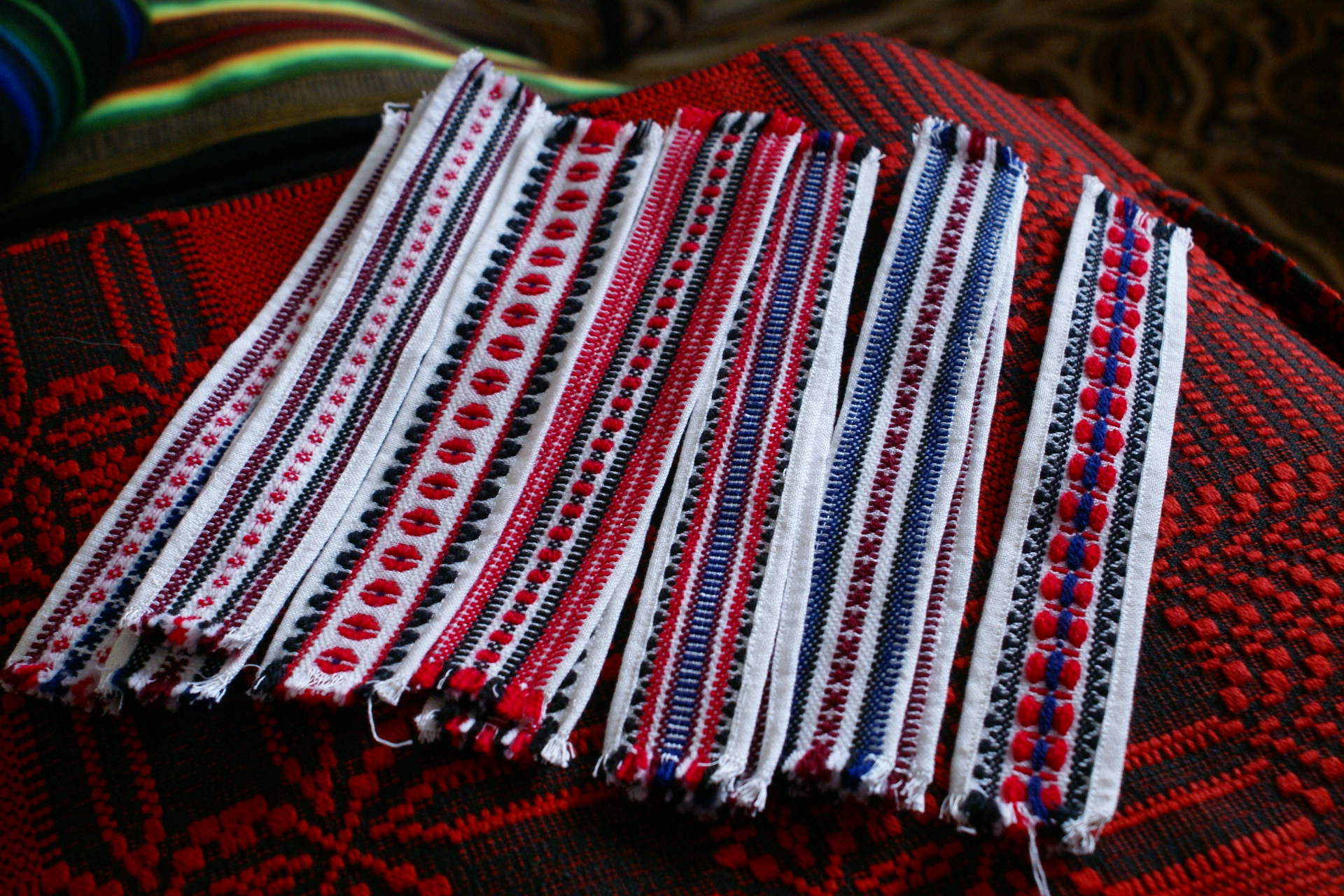
Perebora wykonana przez p.Antoninę Waszczeniuk ze wsi Dołhobrody.

## Występowanie
Dokładne miejsce pochodzenia motywu nie jest znane, jego charakter każe zwrócić uwagę na powiązania wschodnie, zaś sama forma i niektóre motywy zdobnicze wykazują podobieństwa z kobiercami azjatyckimi. Jedna z koncepcji dotycząca rodowodu perebor wywodzi je ze sztuki Cesarstwa Bizantyjskiego. Z jego obszaru, za pośrednictwem kościoła prawosławnego, trafiły one na terytorium Ruskie, z którego przeniknęły na pozostałe tereny słowiańszczyzny wschodniej. Zasięg występowania perebor w Europie ogranicza się do terenów północnych, wschodnich oraz południowo-wschodnich. Występuje na obszarach państw takich jak Szwecja (wpływy fińskie), Litwa, Łotwa, Polska, Białoruś, Ukraina, Słowacja, Węgry, Rumunia, Bułgaria, państwa byłej Jugosławii, Albania. Spotkać je można u Finów Nadwołżańskich, Tatarów kazańskich, Udmurtów-Wotiaków, Wielkorusinów. Nie ma informacji rozszerzających zasięg występowania perebor na kraje Europy zachodniej. Wśród Słowian wschodnich technika ta była najbardziej rozpowszechniona wśród Białorusinów i południowych Wielkorusinów, na Ukrainie występowała słabiej. Na terenach Polski występowała tam, gdzie zamieszkiwała ludność pochodzenia Ruskiego, a więc na terenach wschodniej i północno-wschodniej Polski: północno-wschodnia część województwa Lubelskiego, wschodnia część województwa Podlaskiego.
Najwięcej danych etnograficznych dotyczących perebor pochodzi z obszaru województwa Lubelskiego, gdzie zasięg ich występowania pokrywał się z zasięgiem występowania stroju włodawskiego i nadbużańskiego. Obecnie na Lubelszczyźnie działają najsilniejsze ruchy regionalne, mające na celu reaktywację i promocję tego typu twórczości ludowej. W 2013 Wykazały to badania terenowe, przeprowadzone na terenie powiatów Białej Podlaskiej i Włodawy przez uczestników projektu „Atlas Polskich Strojów Ludowych: kontynuacja prac wydawniczych, przeprowadzenie badań terenowych i kwerend źródłowych oraz cyfryzacja materiałów źródłowych i udostępnienie ich w Internecie” 2011-2014, realizowanego w ramach Narodowego Programu Rozwoju Humanistyki.

## Historia
Nie wiadomo, kiedy perebory pojawiły się po raz pierwszy na omawianych terenach. Z notatek XIX wiecznych badaczy wynika, że tego typu zdobnictwo było wówczas zjawiskiem żywym i powszechnym. Najwcześniej perebory zniknęły z krańców północnych i południowych obszaru swego występowania. Spowodowane było to masowym napływem ludności, rozpływaniem się etnicznego pierwiastka ruskiego. I wojna światowa i ewakuacja ludności w 1914 roku rozpoczęła zanikanie ornamentu tkackiego wzdłuż wschodniej granicy występowania. Perebory najdłużej zachowały się wzdłuż zachodniej granicy występowania, w rejonach niedotkniętych znacząco wojną, gdzie przetrwały aż do okresu międzywojennego. Jednym z powodów stopniowego zanikaniu ornamentu tkackiego może być zmieniająca się moda. Z końcem XIX wieku zniknęły lniane płaty nagłowne, XX wiek przynosi kres lnianym spódnicom. Po I wojnie światowej stroje ludowe nie były już popularne wśród mieszkańców wsi. Najdłużej zachowała się tradycja zdobienia kobiecych koszul, choć i tu perebory były wypierane przez nową formę zdobień – haft krzyżykowy. Perebory, które do tej pory odróżniały ludność ruską, najdłużej zachowały się przez określających się jako Polaków unitów, haft krzyżykowy staje się wyróżnikiem Ukraińców. II wojna światowa przyniosła kres wykonywania perebor. Przez długi czas uznawane były za technikę wymarłą.

## Technika wykonania

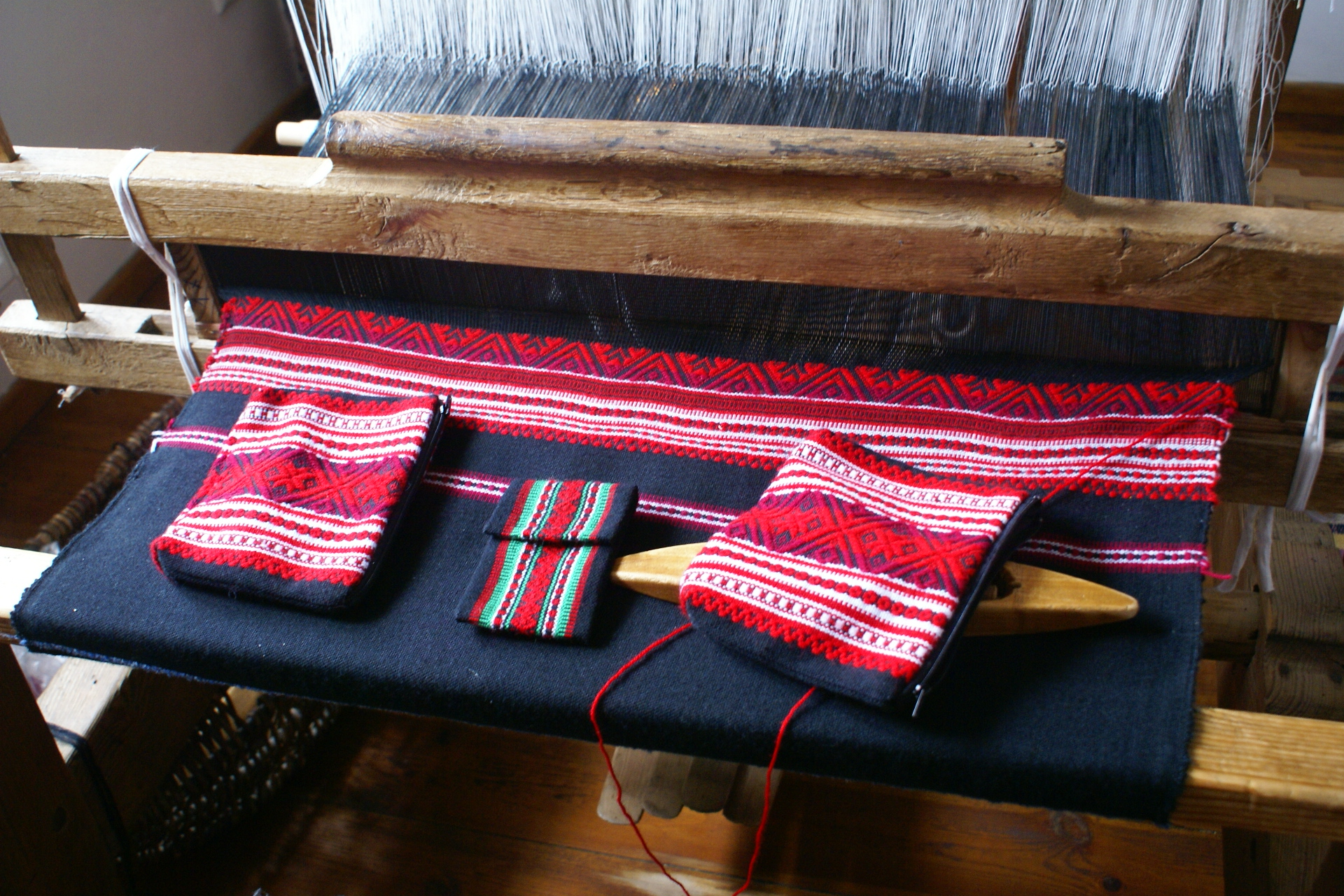
Warsztat tkacki z pereborami

Perebory powstają z wykorzystaniem czterech nicielnic, deseczek i prętów. Technika wykonania wzoru to technika wybierania - nici osnowy za pomocą iglicy wybierane są przed płochę. Pierwszą z deseczek stawiano prostopadle do osnowy, w powstały przesmyk pomiędzy płochą i nicielnicami wsuwano szerszą i dłuższą deseczkę. Poprzednią wysuwano, czynność powtarzano. Poprzez powstały ziew przerzucano czółenko z wątkiem, w miejsce ostatniej deseczki wsuwano leszczynowy lub wiklinowy pręt zwany cepkiem lub chlubem. Wtedy przerzucało się czółenko z podwójnym wątkiem i likwidowało ziew.
Powtarzając wymienione czynności dochodziło się do połowy wysokości wzoru. Druga część była symetrycznym odbiciem pierwszej, jej wykonanie ułatwiały pręty oznaczające, w które miejsce osnowy należało włożyć deseczkę, bez potrzeby ponownego wybierania nitek. 

## Materiał
1. Przędza lniana
  - nici domowej roboty
  - farbowane przy pomocy barwników naturalnych lub u miejskich farbiarzy
2. Przędza bawełniana – bałchwa, szewczyca – obszar występowania stroju nadbużańskiego, szułczyca, gur – obszar występowania stroju włodawskiego
  - kupowana w sklepie lub u wędrownych Żydów
  - przędza w gotowych kolorach, wcześniej farbowana
3. Włóczka DMC – mulina
  - nietypowy materiał
  - pojawił się po I wojnie światowej
  - głównie do zdobienia ręczników

## Kolorystyka
Kolorystyka ornamentu tkackiego jest niezwykle istotna przy całości kompozycji. Może wskazywać na region z którego pochodzi, funkcję, jaką pełniła, i okres, w którym powstała. Najczęściej występowały perebory dwubarwne. Elementy w jednym pasie wykonywane były tym samym kolorem, z czasem dla urozmaicenia w pasie środkowym wprowadzano kolor trzeci kontrastujący (np. żółty, pomarańczowy). Na początku XX wieku zaczęto wprowadzać dwa kolory w jednym szlaku, a dla uzyskania kontrastu odrębnym kolorem wykonywano kontur figury bądź też wypełniano je całe. Występowały perebory jednobarwne np. żałobne z okolic Bugu. W większości jednak perebory jednobarwne pochodzą z okresów późniejszych.
Najczęściej łączonymi kolorami były: czerwony i granatowy oraz czerwony i czarny. Czerwień występowała w różnych odcieniach i nasyceniu. W powiecie Biała Podlaska koszule zdobione ornamentem z czerwienią gotowaną w korze olchowej noszono na co dzień, zaś te z wykorzystaniem przędzy w kolorze żywiej czerwieni zwane parasinne noszono jako odświętne. Przędzę farbowano przy pomocy barwników naturalnych, bądź też nabywano wcześniej ufarbowaną, niekiedy poddając ją dodatkowym procesom. Jednym z nich było obgotowywanie nabytej wcześnie, ufarbowanej przędzy w wywarach z odpowiednich roślin. Proces ten prowadził do zmiany koloru, która była działaniem celowym lub też jedynie skutkiem ubocznym utrwalenia koloru, efektem nieznaczącym.

### Uzyskiwanie kolorów
1. Farbowanie przy pomocy barwników naturalnych przędzy naturalnego koloru
  - brązowy – wywar: z kory dębowej, wywar z szyszek olchy
  - różowawy – kora olchowa
2. Wtórne farbowanie przędzy nabytej, wcześniej ufarbowanych
  - czarny, ciemnogranatowy – nici niebieskie farbowane w korze dębowej lub gotowanie przędzy czerwonej w szyszkach olchowych

Utrwalaczem koloru mogło być zardzewiałe żelazo, popiół lub nasiona lnu.

## Ornamentyka
Układy pasowe ornamentów i wyraźnie symetryczny charakter są elementami stanowiącymi o odrębności, wyróżniającymi perebory polskie. Elementy kompozycji posiadają najczęściej geometryczny charakter, są to układy figur lub zgeometryzowane motywy roślinne. Inwencja twórcza tkaczek była ograniczona, rzadko powstawały nowe motywy, kompozycje. Wzory były zapożyczane od sąsiadek, powielane. Rzadko spotykane były drukowane wzorniki. W końcowej fazie występowania widoczne było odejście od tradycyjnych form geometrycznych na rzecz kształtów roślinnych.

### Kształt ornamentu

#### Motywy figuralne

##### Romby
Jeden z podstawowych elementów zdobniczych występujący na najstarszych pereborch;
- nazywane-krużki, krużoczki

- podkreślony przez użycie pojedynczego lub podwójnego konturu(perebory starsze)
- w środku rombu krzyżyk, kreska lub mniejszy romb
- niekiedy dzielony wewnętrznie na cztery mniejsze romby
- klitoczki - romby wpisane w prostokąt występujące w najstarszych pereborach
- występują układy, w których romby stają się podstawowym elementem zdobniczym, poprzez ich zestawienia tworzy się plecionki i łańcuszki

W pereborach późniejszych romby przechodzą w wieloboki, zarysowywane poprzez ramiona figur sąsiednich. Wpisywane są w nie motywy które stają się ważniejsze od samego rombu którego kontur ulega stopniowemu zanikowi. Rozbicie konturu może nastąpić również poprzez połączenie go z inną figurą, rozbicie na mniejsze elementy czy dodanie zgeometryzowanego elementu roślinnego.

##### Elementy X-kształtne
- nazywane-wyłki, mlinoczki, krzyżyki, chrestiki

- podobnie jak romby są elementem charakterystycznym najstarszych perebor
- zaznaczone pojedynczą kreską lub grubym konturem
- ściśle powiązane z motywem rombu
- często występują w pozycji horyzontalnej
- wsunięcie dodatkowego kąta między ramiona X dodaje im jodełkowatego charakteru
- ramiona mogą być zakończone grzybkowato(pow. Włodawski, pow. Biała-Podlaska)

##### Gwiazdy
- złożone z trójkątów i rombów
- najczęściej połączenie rombu i motywu X-kształtnego

##### Kąty samodzielne
- mogą posiadać mniejszy kąt wstawiony w środek
- mogą tworzyć szlaki lub stanowić pojedynczy element

Mitusny łańcuch-element występujący w dawnych pereborach złożony z kątów naprzemianległych 

##### Krzyżyki
- Zgeometryzowane motywy roślinne

- charakterystyczne dla Powiatu Parczewskiego
- motywy pojawiają się w układzie ośrodkowym lub osiowo
- początkowo niewielkich rozmiarów elementy(np. listki), później duże stylizowane motywy
- kielichy kwiatów ukazywane w rzucie górnym lub z profilu
- mogą występować jako dekoracja brzegowa szlaków lub element głównego pasa zdobniczego
- wraz z rozwojem i rozpowszechnianiem się haftu, motywy roślinne perebor coraz bardziej się do niego upodabniają

### Rytm ornamentu

#### Szlaki przybrzeżne
- wąskie o układzie powtarzających się motywów (aaa)

#### Szlaki środkowe
- szersze, bardziej urozmaicone, składające się z dwóch motywów ustawianych naprzemiennie (abab, abba) lub w bardziej skomplikowanych wzorach, składające się z trzech motywów (abcba)